# Déluge au stade
Déluge au stade (France) ou La Passion du football (Québec) (Homer and Ned's Hail Mary Pass) est le 8e épisode de la saison 16 de la série télévisée d'animation Les Simpson.

## Synopsis
Alors qu'ils se baladaient dans le parc, les Simpson constatent que celui-ci est dans un très mauvais état. Afin de collecter des fonds pour l'entretenir, Marge propose de faire une kermesse, avant de se rendre compte qu'il y en avait déjà une d'organisée. C'est d'ailleurs là qu'Homer bat Bart au jeu de la grenouille et se met à danser devant la caméra de Ned Flanders. Quand le vendeur de bandes dessinées met la vidéo sur internet, tout le monde la voit, et Homer devient la risée de Springfield et du monde entier, ce qui rend Homer assez mal à l'aise. Mais la situation va rapidement changer lorsqu'un joueur de football américain, qui l'a visionnée, demande à Homer le droit d'utiliser sa danse. Homer devient alors malgré lui une sorte de conseiller artistique auprès de plusieurs sportifs célèbres.
Pendant ce temps, Ned tourne un film dans lequel Rod et Todd jouent les personnages bibliques d'Abel et Caïn, ce qui donne une version particulièrement sanglante. Tout le monde apprécie le film à l'exception de Marge qui le trouve très violent.
Lors du Super Bowl, Homer ne trouve pas d'idée pour animer la mi-temps de la finale et va à l'église (chercher des clochards qui auraient des idées), il n'y trouve que Ned qui n'arrive pas à vendre son nouveau film. Ils font alors un spectacle sur glace sur l'arche de Noé. Cela fait un flop mais Marge est tout de même contente du résultat.